# The Bard’s Tale
The Bard’s Tale ist eine Serie von Computer-Rollenspielen. Die ab 1985 bei Interplay Productions entwickelten und von Electronic Arts veröffentlichten ersten drei Teile gelten heute als Meilenstein in der Entwicklung dieses Genres. Seit 2005 wird die Serie von InXile Entertainment fortgesetzt. Hauptsächlicher Handlungsort der Serie ist die Stadt Skara Brae, die im Spiel aber nicht als Abbild der gleichnamigen historischen Siedlung der Jungsteinzeit, sondern als mittelalterliche Fantasy-Umgebung gestaltet ist.

## Spielprinzip und Technik
The Bard's Tale ist technisch ein first-person dungeon explorer, das heißt die Spielwelt wird in einer stark vereinfachten, diskreten 3D-Sicht dargestellt. Man kann mehrere Charaktere in seine „Party“ aufnehmen, wobei deren Fertigkeiten vollständig durch ihre „Klasse“ (Magier, Kämpfer, Barde usw.) bestimmt werden. Kämpfe werden rundenbasiert ausgetragen. Das Regelsystem ist insgesamt stark an frühe Ausgaben von Dungeons & Dragons angelehnt.

## Spiele

### The Bard’s Tale (1985)
Der erste Teil der Spielserie, in frühen Ausgaben noch mit der einleitenden Phrase Tales of the Unknown betitelt, erschien 1985 für die Heimcomputer Apple II, Apple IIgs, Atari ST, Commodore 64, Commodore Amiga, Schneider CPC und ZX Spectrum, für Personal Computer mit den Betriebssystemen Mac OS oder MS-DOS sowie für den Personal Computer PC-98 und die Spielkonsole Nintendo Entertainment System.
Der Spieler muss eine Gruppe aus sechs Charakteren zusammenstellen und mit dieser Gruppe die Fantasy-Stadt Skara Brae erforschen. Der Zauberer Mangar hat die Stadt sowie die unter ihr angesiedelten Dungeons seinem unheilvollen EInfluss unterworfen. Der Spieler muss seine sechs Charaktere durch Kämpfe trainieren und sich schlussendlich dem Zauberer Mangar stellen.

### The Bard’s Tale II: The Destiny Knight (1986)
Der zweite Teil der Serie erschien 1986 für die Heimcomputer Apple II, Apple IIgs, Commodore 64 und Commodore Amiga, für MS-DOS-Computer, den PC-98 und das NES.

### The Bard’s Tale III: Thief of Fate (1988)
Der dritte Teil der Serie erschien 1988 für die Heimcomputer Apple II, Commodore 64 und Commodore Amiga, für MS-DOS-Computer und den PC-98.

### The Bard’s Tale Trilogy (1989)
Die 1989 veröffentlichte Bard’s Tale Trilogy enthielt die ersten drei Teile der Reihe und erschien für DOS-Computer und den Commodore 64.

### The Bard’s Tale Construction Set (1991)
Das 1991 für den Commodore Amiga und für DOS-Computer veröffentlichte Bard’s Tale Construction Set ermöglichte das Erstellen eigener Dungeons, basierend auf der für Bard’s Tale III genutzten Game-Engine.

### The Bard’s Tale (2004)
Das 2004 erschienene The Bard’s Tale hatte inhaltlich keinen Bezug zu den Vorgängern und stach durch die humoristische Aufarbeitung von Rollenspiel-Klischees hervor. Es erschien für die Spielkonsolen PlayStation 2, PlayStation 4, PlayStation Vita, Xbox und Xbox One, für mobile Endgeräte mit den Betriebssystemen Android und iOS, für die Handheld-Konsole Nintendo Switch sowie für Windows-, Linux- und Mac-OS-PCs.

### The Bard’s Tale IV: Barrows Deep
2018 erschien das mit der Unreal Engine 4 erstellte Bard’s Tale IV, das nur für Windows-PCs entwickelt wurde.

## Produktionsnotizen
Maßgeblicher Autor der Teile 1 und 2 war Michael Cranford, von Teil 3 Bill „Burger“ Heinemann, wobei an Teil 3 auch Michael A. Stackpole mitarbeitete, ein US-amerikanischer Science-Fiction- und Fantasy-Autor. Beeinflusst wurde die Entwicklung auch von Brian Fargo, damaliger Chef von Interplay und High-School-Freund von Michael Cranford. Beide hatten sich bereits zu Schulzeiten vorgenommen, ihre Erfahrungen mit dem Pen&Paper-Rollenspiel Dungeons & Dragons auf Computerspiele zu übertragen. The Bard's Tale sollte ursprünglich von Interplay an Activision verkauft werden, wurde jedoch abgelehnt, weil es zwei statt einer Diskette benötigte. Ursprünglich war The Bard's Tale nur als Untertitel des ersten Teils vorgesehen, die Serie sollte eigentlich auf den Namen Tales of the Unknown lauten.
Die Spiele wurden zunächst auf einem Apple II programmiert und dann für nahezu alle damals geläufigen Systeme portiert, unter anderem C64, Atari ST, Amiga und PC.
Inhaltlich vereinigt die Spielserie Einflüsse aus einer unüberschaubaren Anzahl von Quellen, unter anderem auch Pen-&-Paper-Rollenspiele wie Dungeons and Dragons. Das Spielprinzip beruht auf Wizardry, dem ersten First-Person-Rollenspiel dieser Art (erschienen für Apple II, dann portiert auf Atari 800 und Commodore 64). Des Weiteren werden zahlreiche Parallelen gezogen: Das klassische Altertum und die Bibel (insbesondere in Namen wie Ephesus oder Tarjan) sowie dessen Mythologie, Alice im Wunderland (Jabberwocky), germanische Mythologie, die Gothic Novels wie Dracula und Frankenstein, die Werke von H. P. Lovecraft, der Zauberer von Oz und die jüngere Geschichte des 20. Jahrhunderts, um nur einige zu nennen. Dabei beschränken sich viele dieser Einflüsse jedoch lediglich auf die Übernahme eines Namens oder einer Figur.

### Nachfolger
Der inoffizielle Nachfolger der The-Bard’s-Tale-Serie ist Dragon Wars. Dieses Spiel ist auf einer ähnlichen Spiel-Engine entwickelt worden, jedoch wurde die Hintergrundgeschichte völlig neu bearbeitet, weshalb der Arbeitstitel The Bard’s Tale IV fallengelassen wurde. Ferner durfte Interplay den Titel auch allein deshalb nicht fortführen, weil die Firma als Entwickler keine Rechte an dem Namen besaß. Dragon Wars war weniger erfolgreich als The Bard’s Tale und wurde daher nicht fortgesetzt.
Rechteinhaber Electronic Arts arbeitete ebenfalls ab 1990 an einer Fortsetzung mit dem Projekttitel The Bards Tale 4, 1992 erschienen erste Berichte in der deutschsprachigen Spielpresse. Das Projekt wurde jedoch nie beendet.
In den Jahren 1992 bis 1998 wurde eine Serie von Büchern veröffentlicht, deren Handlung in der Welt von The Bard's Tale spielt.
Seit etwa 2003 existiert ein Rollenspiel, das von The Bard’s Tale stark inspiriert ist. Es ist unter dem Namen The Devil Whiskey erhältlich. Nach Angaben der Autoren musste aus Gründen des Copyrights ein anderer Name gewählt werden. Der Spielaufbau ähnelt Bard’s Tale, ist aber keine 100-prozentige Übernahme.
Im Juni 2005 erschien ein viertes Spiel mit dem schlichten Titel The Bard’s Tale, entwickelt von Brian Fargos neu gegründetem Entwicklerstudio InXile Entertainment. Das Spiel unterschied sich stark von seinen Vorgängern. Action- und auffallend komödiantische, vor allem parodistische, Elemente zeichnen die umstrittene Neubelebung der Saga aus. Hintergrund war, dass inXile zwar im Besitz der Markenrechte (Trademark), nicht jedoch der Urheberrechte (Copyright) der vorherigen Spiele und ihrer Inhalte war. Fargo konnte daher nicht auf die Elemente der ursprünglichen Titel zurückgreifen. Die Idee zu einem humoristischen Ansatz kam ihm, als er nach seinem Abschied von Interplay erstmals wieder ausführlich Zeit zum Spielen fand. Er stellte fest, dass selbst nach 20 Jahren Rollenspiele den Spieler zu Beginn immer wieder in die Abwässerkanäle schickten, um dort Ratten zu töten. Daraus entwickelte er die Idee, ein Spiel um einen Protagonisten zu entwickeln, der bereits zu viele Rollenspiele gespielt hat. The Bard’s Tale erschien zunächst 2004 für PlayStation 2 und Xbox, ab 2005 auch für Windows. Es folgten ab 2011 schließlich auch Veröffentlichung für iOS, Blackberry, Android, macOS und Linux.
Im Dezember 2011 erschien ein auf dem Regelwerk von The Bard’s Tale (Teil 1–3) basierendes Rollenspiel für iOS (iPhone, iPad, iPod touch) mit dem Namen Silversword, eine kostenlose „Lite“-Version ist ebenfalls im App Store von Apple erhältlich. Es wurde versucht, das Look and Feel des Originalspiels beizubehalten, mit einigen Verbesserungen für die Benutzung mit mobilen Geräten (Steuerung per Berührung anstelle einer (virtuellen) Tastatur, Quest-Log, verbesserte Auto-Map und anderem).
2015 wurde von Brian Fargo und InXile Entertainment The Bard’s Tale IV: Barrows Deep angekündigt und über die Crowdfunding-Plattform Kickstarter finanziert. Das Spiel ist im September 2018 erschienen.
Ebenfalls ab 2018 veröffentlichte InXile Remaster-Versionen der ersten drei Teile, die zeitgemäße 3D-Grafik und komfortablere Bedienung bieten. Diese werden inzwischen als The Bard's Tale Trilogy vertrieben.

## Rezeption
Das Computerspielemagazin 64’er befand, die Bard’s-Tale-Reihe habe „den Rollenspiel-Boom auf dem Computer erst richtig ausgelöst“.